# Vetenskapsåret 1778

## Händelser
- Om blomstrens honings-hus, den svenska översättningen av Birger Martin Halls botaniska pionjärarbete Nectaria Florum utkommer.

### Astronomi
- Okänt datum - James Rennell publicerar ett diagram över Agulhas Current, ett av de första bidragen till vetenskaplig oceanografi.[1]

## Pristagare
- Copleymedaljen: Charles Hutton, brittisk matematiker.

## Födda
- 4 februari - Augustin Pyrame de Candolle (död 1841), schweizisk botaniker.
- 6 december - Joseph Louis Gay-Lussac (död 1850), fransk kemist och fysiker.
- 17 december - Humphry Davy (död 1829), engelsk kemist.
- Datum okänt -  Maria Dalle Donne (död 1842), italiensk fysiker.

## Avlidna
- 10 januari - Carl von Linné (född 1707), svensk botaniker.
- 20 februari  - Laura Bassi (död 1711), italiensk vetenskapsman.

### Fotnoter
1. ↑  Cook, Andrew S. (2004). ”Rennell, James (1742–1830)”. Oxford Dictionary of National Biography. Oxford University Press. doi:10.1093/ref:odnb/23369. http://www.oxforddnb.com/view/article/23369. Läst 5 april 2011. (Prenumeration eller UK public library-medlemskap krävs)